# Lockheed Martin X-59 QueSST
Lockheed Martin X-59 QueSST — американський надзвуковий пасажирський літак компанії Lockheed Martin. Літак-прототип за програмою X-plane QueSST. Розробка проєкту розпочалася у 2015 році. Перший політ спочатку був запланований на 2022 рік, потім було перенесено на 2024 рік. Приблизна вартість проєкту $247.5 млн.

## Історія
В Сполучених Штатах Америки з 1973 року комерційні надзвукові польоти над поверхнею Землі заборонені Федеральним управлінням цивільної авіації. Причиною цьому є гучна звукова хвиля, яку видають надзвукові літаки при подоланні звукового бар'єру. З метою обійти звуковий удар у польоті, NASA у партнерстві з компанією Lockheed Martin взялося за розробку експериментального пілотованого літака, здатного подолати швидкість звуку, залишаючись відносно тихим. Використаний ними дизайн Low-Boom Flight Demonstrator, розроблений ще у 1960-х роках, дозволяє подолати звуковий бар'єр, створюючи «м'які удари», замість гучних ударних хвиль.
Розробка проєкту корпорацією Lockheed Martin активно розпочалася у 2016 році. В квітні 2018 року NASA підписало з Lockheed Martin контракт на $247,5 млн на будівництво надзвукового, але тихого літака X-59 QueSST (Quiet Supersonic Transport). Літак-прототип призначений не для регулярних пасажироперевезень над територією США, а лише для того, щоб довести федеральним регуляторам, що можна створити флот надзвукових літаків, які не створюватимуть шуму більше, ніж класичні дозвукові авіалайнери. Якщо проєкт буде успішним, FAA може зняти заборону на надзвукові перельоти в країні.
Проєкт X-59 QueSST передбачає розробку літака з планером такої аеродинамічної конструкції, при якій на поверхні літального апарата утворювалося б якомога менша кількість ударних хвиль. Ті ж хвилі, які будуть все ж виникати, мають бути менш інтенсивними. В результаті розробники планують істотно знизити гучність надзвукових літаків, чим домогтися зняття заборони на польоти надзвукової авіації над населеними пунктами. В 2023 році мав X-59 розпочати надзвукові випробувальні польоти над населеними пунктами — добровольцями. Перспективний пасажирський літак на базі X-59 повинен буде виконувати крейсерські польоти на висоті 16,8 тис. м на швидкості в 1,5 тис. км/год. При цьому рівень шуму від такого літака, що сприймається на землі, не повинен перевищувати 75 дБ.
19 червня 2023 року, надзвуковий літак X-59 був переміщений з будівельного майданчика в зону випробувань на ЗПС заводу Lockheed Martin Skunk Works у Палмдейлі, штат Каліфорнія (США).
12 січня 2024 року, NASA та Lockheed Martin вперше презентували новий X-59 Quesst.
Наприкінці травня 2024 року, NASA завершило огляд готовності X-59 Quesst до польотів, що відкрило шлях для майбутніх льотних випробувань. Незалежна комісія з перевірки готовності до польотів, до складу якої входили експерти з усього NASA, завершила детальну оцінку стратегій безпеки команди проєкту X-59 для громадськості та персоналу під час наземних і польотних випробувань. Правління ретельно вивчило оцінку команди потенційних небезпек, зосередившись на безпеці та ідентифікації ризиків. Після завершення перевірки готовності до польотів майбутній огляд льотної придатності та безпеки польотів стане наступним етапом підготовки літака до експлуатації.
7 листопада 2024 року було повідомлено про успішне завершення випробування X-59, включаючи перевірку герметичності, працездатності гідравлічної, електронної та кліматичної систем. Інженери Lockheed Martin спочатку тестували двигуни на низьких обертах без запалювання, а згодом виконали повний запуск з використанням палива. Поточна фаза випробувань передбачала перевірку роботи систем у різних змодельованих умовах, після чого інженери перейдуть до руліжних тестів, де оцінять роботу гальмівної системи та поведінку двигунів на злітно-посадковій смузі.
10 липня 2025 року, згідно повідомлення Interesting Engineering, на авіабазі ПС США «Плант 42» у Палмдейлі (Каліфорнія), NASA розпочала фінальний етап випробувань літака X-59, мета якого — здійснювати польоти швидше за швидкість звуку без гучного звукового удару. X-59 виконав першу пробіжку на низькій швидкості. Це важливий етап підготовки до першого польоту літака, який заплановано провести вже  найближчими тижнями.

## Технічні характеристики

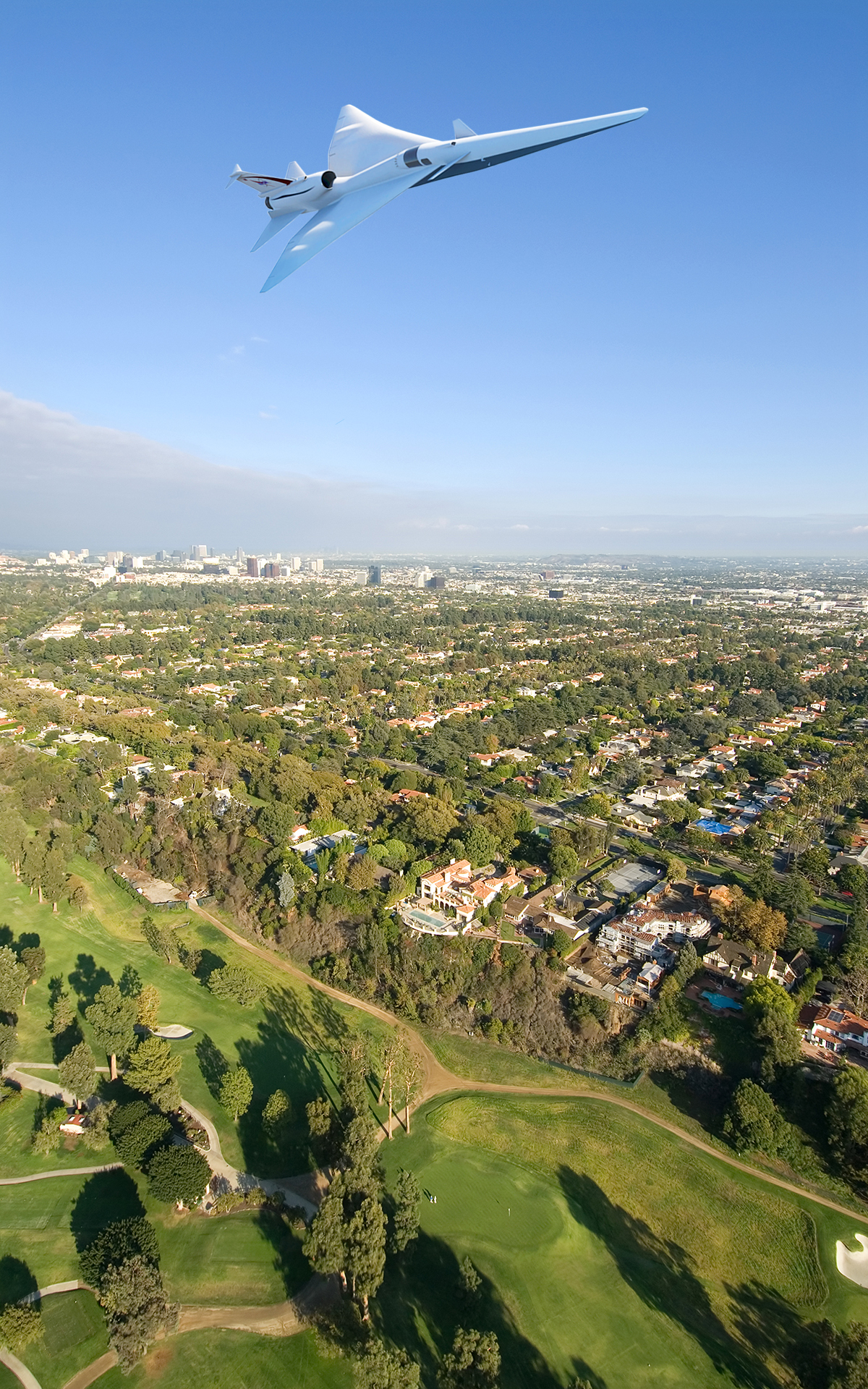
Комп'ютерна модель NASA

Основні характеристики
- Довжина: 29 м
- Висота: 4,1 м
- Розмах крила: 9,0 м

- Маса порожнього: 9 000 кг
- Максимальна злітна маса: 14 700 кг
- Силова установка: 1 × ТРД модифікований General Electric F414-GE-100
- Тяга: 1 × 98 кН

Льотні характеристики
- Максимальна швидкість: 1590 км/год
- Крейсерська швидкість: 1515 км/год